# Etică (Star Trek: Generația următoare)
„Etică” (titlu original: „Ethics”) este al 16-lea episod din al cincilea sezon al serialului TV american științifico-fantastic Star Trek: Generația următoare și al 116-lea episod în total. A avut premiera la 2 martie 1992 .
Episodul a fost regizat de Chip Chalmers după un scenariu de Ronald D. Moore bazat pe o poveste de Sara B. Cooper și Stuart Charno.

## Prezentare
Worf paralizează în urma unui accident și se gândește la sinucidere. Dr. Beverly Crusher se consultă cu o cercetătoare care își asumă riscuri majore pentru a-i salva acestuia viața.

## Actori ocazionali
- Patti Yasutake - Alyssa Ogawa
- Brian Bonsall - Alexander Rozhenko
- Caroline Kava - Toby Russell

## Primire
Medium.com a listat acest episod ca al 67-lea cel mai bun episod Star Trek: Generația următoare în 2017.